# Pielomastax shennongjiaensis
Pielomastax shennongjiaensis is een rechtvleugelig insect uit de familie Episactidae. De wetenschappelijke naam van deze soort is voor het eerst geldig gepubliceerd in 1995 door Wang.